# HD 15652
HD 15652，又名CD-23 947，SAO 167839、HR 735，是一颗恒星，视星等为6.1，位于銀經206.86，銀緯-67.09，其B1900.0坐标为赤經2h 25m 59.2s，赤緯-22° -67.09′ 20″。